# 여성의 도시
여성의 도시(La Citta Delle Donne, City Of Women)는 이탈리아에서 제작된 페데리코 펠리니 감독의 1980년 드라마, 코미디 영화이다. 마르첼로 마스트로야니 등이 주연으로 출연하였고 프랑코 로셀리니 등이 제작에 참여하였다.

## 출연

### 주연
- 마르첼로 마스트로야니
- 안나 프루크널

### 조연
- 버니스 스터걸즈
- 졸 실바니
- 도나텔라 다미아니
- 에토르 마니
- 피아메타 바랄라

## 제작진
- 미술: 단테 페레티
- 의상: 가브리엘라 페스쿠치